# Matriz de autocorrelación
La matriz de autocorrelación es usada en los algoritmos de procesamiento digital de señales. Esta consiste en elementos de la función discreta de autocorrelación, {\displaystyle R_{xx}(j)}, ordenados de la siguiente manera:
{\displaystyle \mathbf {R} _{x}=E[\mathbf {xx} ^{H}]={\begin{bmatrix}R_{xx}(0)&R_{xx}^{*}(1)&R_{xx}^{*}(2)&\cdots &R_{xx}^{*}(N-1)\\R_{xx}(1)&R_{xx}(0)&R_{xx}^{*}(1)&\cdots &R_{xx}^{*}(N-2)\\R_{xx}(2)&R_{xx}(1)&R_{xx}(0)&\cdots &R_{xx}^{*}(N-3)\\\vdots &\vdots &\vdots &\ddots &\vdots \\R_{xx}(N-1)&R_{xx}(N-2)&R_{xx}(N-3)&\cdots &R_{xx}(0)\\\end{bmatrix}}}
La matriz es hermitiana y matriz de Toeplitz. Si {\displaystyle \mathbf {x} } es estacionaria, entonces la matriz de autocorrelación será definida con valores positivos.
La matriz de autocovarianza está relacionada con la matriz de autocorrelación de la siguiente manera:
Donde {\displaystyle \mathbf {m} _{x}} es el vector  promedio de la señal {\displaystyle \mathbf {x} } para cada índice de tiempo.